# Fondue normande
 (janvier 2017).
Si vous disposez d'ouvrages ou d'articles de référence ou si vous connaissez des sites web de qualité traitant du thème abordé ici, merci de compléter l'article en donnant les références utiles à sa vérifiabilité et en les liant à la section « Notes et références ».
 (août 2014).
La fondue normande est une spécialité culinaire de Normandie.[réf. nécessaire]
D’invention récente, cette recette reprend le principe de la fondue au fromage, à cela près qu’au lieu d’utiliser des fromages à pâte dure, peu présents dans le patrimoine fromager normand, on a recours à des fromages à pâte molle de Normandie, tels que le camembert, le pont-l'évêque et le livarot.
Une fois ceux-ci écroûtés, étape importante car la croûte ne fond pas, les fromages sont traités de la même façon que pour une fondue traditionnelle. Le caquelon n'est pas frotté d'ail, mais d'échalote, alliacée plus courante dans la cuisine normande.
De même, ce seront des éléments traditionnels de la gastronomie normande, comme la crème et le lait, qui seront mis à contribution pour épaissir la fondue.
Le kirsch se verra remplacé par le calvados.
La fondue normande se consomme arrosée de cidre sec.